# 할머니의 먼 집
"할머니의 먼 집"은 2016년에 개봉한 대한민국의 영화이다.

## 캐스팅
- 박삼순: 할머니
- 이소현 : 손녀
- 장춘옥 : 막내 딸
- 장춘기 : 큰 아들
- 장병업 : 큰 손자
- 김미연 : 손자 며느리
- 장춘열 : 작은 아들
- 유정순 : 미선 역
- 장춘순 : 큰 딸 역
- 홍정동 : 큰 사위
- 이춘우 : 막내 사위
- 장춘식 : 조카
- 장병욱 : 손주
- 이주현 : 손주
- 이상온 : 손주
- 홍순영 : 손주
- 장가람 : 증손주
- 장승우 : 증손주
- 마세웅 : 의사